# Kisujjat szembefordító izom

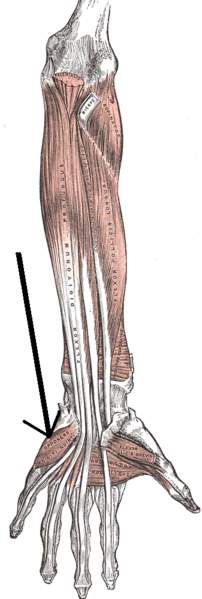
Az alkar izmai (a nyíl mutatja az apró izmot)

A kisujjat szembefordító izom (latinul musculus opponens digiti minimi) egy apró izom az ember tenyerén.

## Eredés, tapadás, elhelyezkedés
A horgas csont (os hamatum) kampójáról és a hajlítóizmokat leszorító szalagról (retinaculum flexorum) ered. Az V. kézközépcsont (metacarpus) belső oldalán tapad.

## Funkció
Forgatja és szembeforgatja a kisujjat a hüvelykujjal.

## Beidegzés, vérellátás
A nervus ulnaris (C8, T1) mély ága idegzi be és az arteria ulnaris látja el vérrel.